# قائمة شخصيات طوكيو غول
في ما يلي قائمة بشخصيات سلسلة مانغا طوكيو غول للكاتب سوي إيشيدا.

## الشخصيات الرئيسية
كن كانيكي
مؤدي الصوت: ناتسكي هاناي

بطل القصة الرئيسي، وهو طالب جامعي في الـ 19 من عمره يتلقى في عملية زراعة أعضاء من ريزي، التي كانت تحاول قتله قبل سقوط اعمدة بناء عليها. بعد العملية يظهر لدى كانيكي ميول وصفات كالتي لدى الغيلان تماما. بعد أن يدرك بأنه أصبح نصف غول ونصف بشري تبدأ معاناته لإخفاء هوية الغول ومقاومة رغباتها اللاإنسانية بينما يحاول العيش كبشري طبيعي. يعمل لاحقا كنادل بدوام جزئي في مقهى «الأنتيك» تحت رعاية يوشيمورا. بعد مواجهته مع المحقق أمون وهزيمته يُصبح معروفا بين الغيلان ويُلقب بـ «الغول ذو رقعة العين». يُحب كانيكي القراءة وهو ذو طبيعة هادئة، لكنه يثق بالغرباء بسهولة الأمر الذي يعرضة للخطر احيانا. بعد أن تختطفه منظمة الغيلان معروفة باسم «شجرة الأوغيري»، يقوم أحد أفرادها بتعذيبه بلا رحمة وبشكل متواصل. خلال فترة تعذيبه، يعيش كانيكي هلوسات تقوم فيها ريزي بالسخرية من حياة والدته وضعفها الأمر الذي يقوده إلى تقبل جانب الغول لديه. يتغير منظور كانيكي تجاه القوة، فيمضي في دربه لإكتساب القوة عبر إلتهام الغيلان الاخرين. إلتهامه المستمر للغيلان يقوده للتحول إلى نصف كاكوجا، حيث يصبح لديه كاغون على شكل حريشة فيطلق عليه لقب «الحريشة». بعد حادثة مختبر الدكتور كانو، يَندم كانيكي على إختياره لهذا الدرب ويبدأ بإعادة التفكير في أفعاله الماضية ودوافعه.
في النهاية يُهزم كانيكي ويُلقى القبض عليه بواسطة اريما، وبعد سنتين يعود كانيكي من دون أية ذكريات حول ماضيه، يحصل على هوية جديدة باسم هايس ساساكي (22 عام)، عضو قَيم في فرقة مادو وقائد فرقة خاصة من محققين الـ CCG تسمى «فرقة Quinx»، وهم بشر نصف غيلان. على الرغم من هويته الجديدة، إلا أن لدى هايس بعضً من عاداته القديمة مثل حبه للقراءة وتصميمه على حماية رفاقه مهما تطلب الأمر. عندما يصل إلى اقصى حد، يلمح هايس جزءً من شخصيته السابقة فتَظهر طاقة الغول لديه، مما يدفع الـ CCG لمهاجمته بمثبطات الـ RC من أجل تهدئته. لدى هايس بعض الإهتمام في إسترجاع ذكرياته، لكنه يَخشى من أن يفقد شخصيته وذكرياته الحالية بالإضافة لأصدقائه في حال إسترجع تلك الذكريات.
ناغاتشكا هيديوشي
مؤدي الصوت: توشيوكي تويوناغا
كيشو اريما
مؤدي الصوت: دايسكي ناميكاوا
هو بطل طوكيو غول: جاك وشخصية رئيسية في طوكيو غول: ري. هو محقق غيلان مشهور من الدرجة الخاصة ومُلقب بـ «شينيغامي الـ CCG». تم إعتبار اريما كعبقري في الـ CCG، لإرتباطه بالمنظمة منذ مراهقته وصعوده بسرعة لإعلى المراتب فيها. يستخدم اريما عدة اسلحة كوينكي في آنٍ واحد، ولديه القدرة على هزيمة الغيلان التي لا يستطيع أحد آخر في المنظمة هزيمتها. بعد هزيمته لكانيكي، يأخذه اريما تحت رعايته بهويته الجديدة كـ هايس ساساكي حيث يُصبح مُعلمه، ولكن مع أوامر بقتله في حال خرج عن السيطرة.
كوتارو امون
مؤدي الصوت: كاتسيوكي كونيشي

## الغيلان

### الأنتيك
توكا كيريشيما
مؤدي الصوت: سورا أماميا
يوشيمورا
مؤدي الصوت: تاكايوكي سغو
هينامي فيغوتشي
مؤدي الصوت: سومير موروهوشي; نيشيو نيشكي
مؤدي الصوت: شينتارو أسانوما
رينجي يومو
مؤدي الصوت: يويتشي ناكامرا

### المهرجين
يوتا
مؤدي الصوت: تاكاهيرو ساكوراي

### شجرة الأوغيري
إيتو
مؤدي الصوت: مايا ساكاموتو
هي عضو في شجرة الأوغيري ودائما ما تكون برفقة تاتارا، وهي ابنة يوشيمورا النصف بشرية وملقبة بـ «البومة ذات العين الواحدة». في الحياة الطبيعية تعيش تحت اسم سن تاكتسوكي، روائية مشهورة. علاقتها بالملك ذو العين الواحدة غير معروفة، لكن الـ CCG وبعض الغيلان يعتقدون بأنهما نفس الشخص.
تاتارا
مؤدي الصوت: كوجي يوسا
تابع مباشر للملك ذو العين الواحدة يتصف بالهدوء والمَكر والوحشية خلال المهمات. كان عضو في منظمة الغيلان في الصين.
نورو
غول غامض معروف بصمته الدائم وشهيته الغير طبيعية مقارنةً مع باقي الغيلان وقوته الهائلة حيث لديه مستوى تجديد غير مألوف لخلايا جسده، وهو أيضا تابع مباشر للملك ذو العين الواحدة.
ياكومو أوموري / ياموري
الملقب بـ «جيسون» وهو عضو في الأوغيري معروف بوحشيته وإضطرابه العقلي. قام بخداع كانيكي وتعذيبه لمدة 10 أيام متواصلة. هزمه كانيكي بعد أن حرر نفسه وتغذى على الكاغون خاصته ثم تركه ليموت، قام جوزو سوزويا بقتله عندما عثر عليه وصنع منه كوينكي لاحقا.
أياتو كيريشيما
مؤدي الصوت: يوكي كاجي
اصغر مُنفذي الأوغيري وشقيق توكا. يكره إختيار شقيقته العيش بين البشر، ولكن كانيكي يُشير إلى أن السبب الحقيقي لإنضمامه للأوغيري هو من اجل حماية شقيقته منهم.
ناكي
مؤدي الصوت: هيرو شيمونو
عضو في الأوغيري والساعد الأيمن لياموري، يشبه الأطفال كثيرا وحالته العقلية مُضطربة. في السلسلة الثانية، يصبح ناكي مُنفذ ويشكل فرقة «البذلات البيضاء».

### عائلة تسوكياما
شو تسوكياما
مؤدي الصوت: مامورو ميانو.

### آخرون
ريزي كآميشيرو
مؤدي الصوت: كانا هانازاوا

## وحدة مكافحة الغيلان
كيريو مادو
مؤدي الصوت: تورو أوكاوا
اكيرا مادو
مؤدي الصوت: أسامي سيتو
جوزو سوزويا
مؤدي الصوت: أسامي سيتو
اكينوري شينوهارا

### فرقة الكوينكس
كوكي يوري
محقق غيلان من الدرجة 2، كان قائد فرقة الكوينكس حتى إستُبدل بغينشي. يَظهر كوكي دائما بمظهر المحقق بارد الأعصاب، لكنه متهور وعنيف عند مواجهة الغيلان، بسبب كرهه العميق لهم. كان والده محقق غيلان خاص قُتل على يد البومة ذات العين الواحدة بعد أن بقي وحده لمقاتلته من اجل إنقاذ زملائه. تمتد هذه الكراهية لهايس بعد أن علم بأنه نصف غول وليس مجرد كوينكس.
غينشي شيرازو
محقق غيلان من الدرجة 3، قائد فرقة الكوينكس. كباقي زملائه، يكن غينشي إحتراما كبيرا لهايس، لكن ذلك لا يمنعه من فعل ما يريد إثناء المهمات دون إذن ساساكي، وغالبا ما يرافق يوري في مهات خطرة من دون دعم. هدفه الرئيسي هو جمع أكبر قدر من المال لغاية غير معروفة، لكن عزمه على مساعدة الاخرين يُكسبه إحترام ساساكي الذي يُعينه كقائد الفرقة بدلا من يوري.
تورو موتسوكي
محقق غيلان من الدرجة 2، وُلد تورو كانثى، ولكن بعد أن فقد عائلته بسبب الغيلان طلب من الـ CCG بأن يعاملوه كذكر. يُعد أكثر أعضاء الفرق إجتهادا وتحملا للمسؤولية.
سايكو يوبونياشي
محققة غيلان من الدرجة 3، تكره سايكو العمل وتُفضل عيش حياة سلمية وخالية من الهموم، بينما تلعب العاب الفيديو وتتناول الوجبات السريعة، وغالبا ما تتغيب عن مهام الفريق لاستغراقها في النوم.
 ساساكي هايسي